# Best in the World (2012)
Best in the World : Hostage Crisis fue la segunda edición de Best in the World, un evento pago por visión de lucha libre profesional producido por la empresa Ring of Honor (ROH). Tuvo lugar el 24 de junio de 2012 desde el Hammerstein Ballroom en Nueva York].

## Resultados
- The Briscoe Brothers (Jay & Mark) derrotaron a The Guardians of Truth (con Truth Martini)
  - Jay logró la victoria con un "Roll-Up".
- Homicide derrotó a Eddie Edwards
  - Homicide cubrió a Edwards después de un "Da Cop Killa"
- Adam Cole derrotó a Kyle O'Reilly en un Hybrid Fightling Rules match.
  - Cole forzó a O´Reilly a rendirse con una "Figure Four Leglock"
- Michael Elgin (con Truth Martini) derrotó a Fit Finlay
  - Elgin cubrió a Finlay después de un "Spinning Sitout Powerbomb"
- Mike Mondo derrotó a Mike Benett (con Maria Kanellis y Brutal Bob)
  - Mondo cubrió a Benett con un "Roll-Up"
- Roderick Strong (con Truth Martini) derrotó a Jay Lethal y Tommaso Ciampa (con Pince Nana, Ernesto Osiris y Princess Mia), reteniendo el Campeonato Mundial Televisivo de ROH
  - Stong cubrió a Lethal tras el "End of Heartache".
- The All-Night Express (Rhett Titus & Kenny King) derrotaron a Wrestling's Greatest Tag Team (Charlie Haas & Shelton Benjamin), ganando el Campeonato Mundial en Parejas de ROH
  - Titus cubrió a Hass con un "School Boy Roll-Up"
- Kevin Steen (con Jimmy Jacobs) derrotó a Davey Richards en un Anything Goes match, reteniendo el Campeonato Mundial de ROH
  - Steen cubrió a Richards después de un "Package Piledriver"
  - Como consecuencia, Richards no podrá luchar por el título mientras Steen sea campeón.

- Datos: Q1392384